# Château aragonais (Reggio de Calabre)
Pour les articles homonymes, voir Château aragonais.
Le château aragonais (en italien : Castello aragonese) est l'une des principales fortifications de Reggio de Calabre, dans la province de Reggio de Calabre en Calabre,.
Ce château est considéré, avec les Bronzes de Riace, comme l'un des principaux symboles historiques de la ville. Depuis 1956, il abrite l'observatoire de l'Institut National de Géophysique.

## Historique

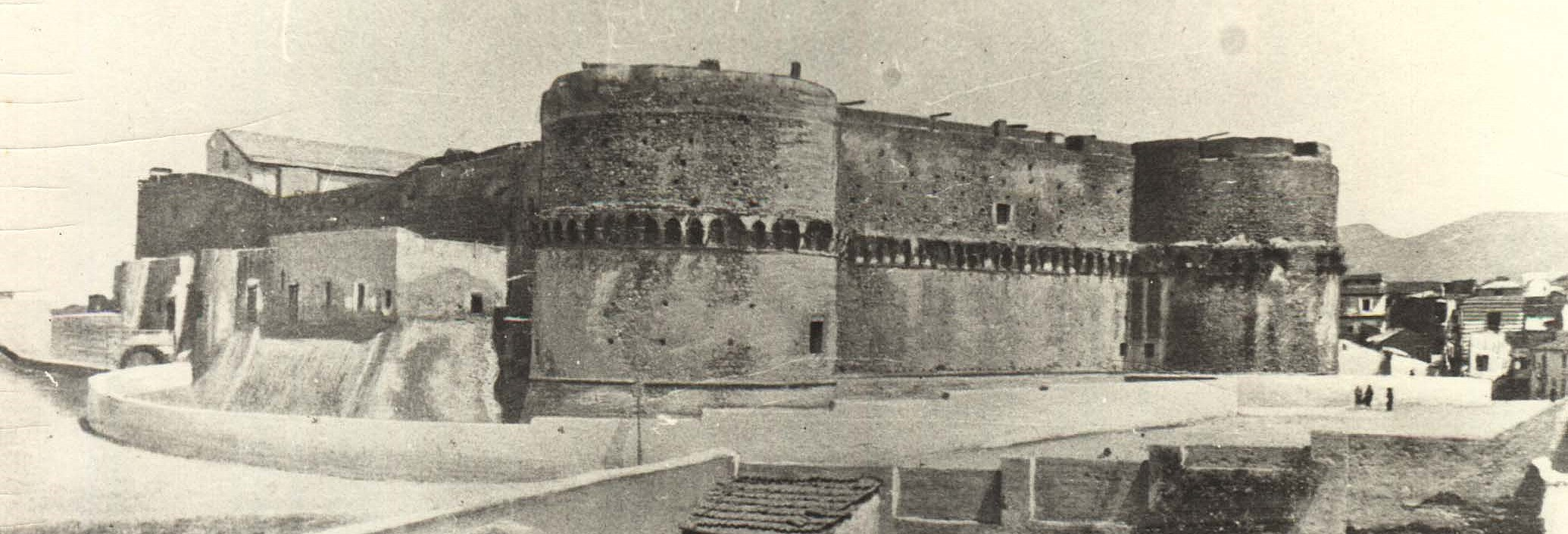
Le château aragonais au XIXe siècle.

Bien que universellement connu sous le nom d'« aragonais », le château de Reggio a en réalité des origines beaucoup plus anciennes, les traces d'une fortification dans cette zone de la ville remontent en effet à des époques bien antérieures à la construction du château actuel.

### Antiquité

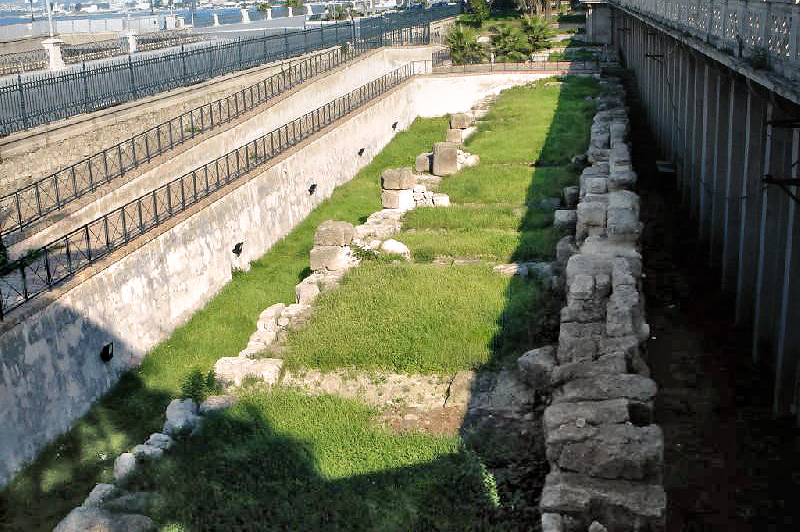
Zone archéologique des Mura Greche.

Aujourd'hui, la colline sur laquelle se dresse la forteresse est beaucoup moins visible, mais dans l'Antiquité, elle représentait un point important pour la protection du système de murailles. Très probablement, les remparts de la  palaïapolis (la palèpoli était la ville archaïque fondée au VIIIe siècle av. J.-C. par les Chalcidiens) avaient, comme coin inférieur des murs qui descendaient de l'acropole, la zone du château actuel. À l'époque hellénistique, avec l'expansion de la ville vers la mer, la colline restait une place fortifiée d'une importance militaire considérable, tandis que les murailles, qui à l'époque classique s'incurvaient vers le nord, descendaient désormais jusqu'au port ; le site archéologique des Mura Greche sur le front de mer de Falcomatà montre en effet l'angle du mur.
À l'époque romaine, pendant la période impériale, les murs n'étaient probablement pas entretenus et restaurés, compte tenu de la prospérité dont jouissait l'Empire romain, et les forts les plus importants le long du mur étaient abandonnés à leur sort.

### Moyen Âge
Sous l'empereur Justinien Ier, pendant la guerre entre les Goths et les Byzantins, Bélisaire entra dans Reggio pour la libérer des barbares et trouva la ville sans fortifications ; le général ordonna donc immédiatement la restauration des murailles de la ville. En fait, il ne pouvait pas permettre que la ville soit sans défense étant donné le rôle important que jouait le port de Reggio dans les liaisons entre l'Italie et Constantinople. La partie basse des murailles qui étaient adossées au port fut donc récupérée, la colline du château devint alors le bastion d'angle de la muraille, face à la montagne. Tout cela créa un centre fortifié qui protégeait le port de Reggio et tout le sud de la Calabre. L'existence documentée d'un véritable château remonte donc à l'année 536.
En 1059, la forteresse passa des Byzantins aux Normands et en 1266 à Charles Ier d'Anjou. Dès l'époque normande, le château fut modifié et agrandi à plusieurs reprises.
Une partie importante des travaux a eu lieu pendant le long règne de Frédéric II de Souabe, lorsque l'autorité impériale devait fournir un système de défense d'État au royaume de Sicile. La zone concernée a dû abriter une forteresse d'angle de l'enceinte byzantine, ainsi qu'un donjon (une tour-donjon) lors de la domination normande. La partie souabe du château de Reggio est restée debout jusqu'après le Séisme du 28 décembre 1908 à Messine et était une construction de plan carré, avec quatre tours d'angle, également de forme carrée.
Elle fut restaurée en 1327, après les guerres répétées entre les Angevins et les Aragonais, puis fortifiée en 1381 par la reine Jeanne Ire de Naples. En 1382, Charles de Durazzo ordonna au capitaine-gouverneur de Reggio de restaurer le château, en veillant scrupuleusement à ce que les travaux soient exécutés par toutes les personnes impliquées.

« La tour principale du château, appelée Magna de' Cola, entourée de murs, et la torre lombarda ont dû être restaurées aux frais de la Curie Royale ; la torre Palombara aux dépens des Juifs de Reggio ; la torre Mese aux frais des citoyens de Mesa ; la torre Santo Niceto par les habitants de Santo Niceto ; la tour qui était à la porte des habitants d'Amendolea ; la torre Malerba par les Malerbains ; les fabriques qui se trouvaient dans le château à côté de l'église aux frais de la Curie Royale.
L'église du château a dû être restaurée aux frais de l'abbaye de San Nicola di Calamati ; la montée en flèche à l'entrée de la porte du château aux frais de l'abbaye de Terreti.
L'évêque de Bova dut restaurer les pièces où ils se trouvaient, la cuisine et le garde-manger ; les hommes, du fief de Leucio de Logoteta, le four ; l'abbaye de San Giorgio de Enchia, la grande salle et enfin l'université de Reggio ont dû s'occuper de la restauration des barbacanes. »

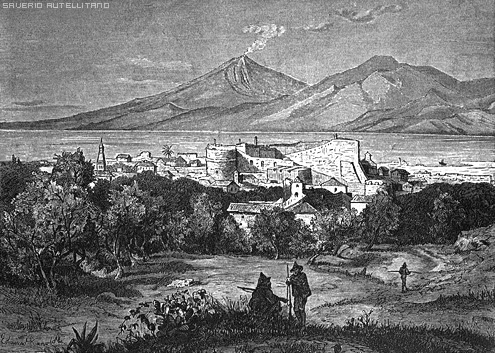
Gravure ancienne représentant Reggio et son château.

La restauration du château de Reggio était liée à la guerre qui avait éclaté entre Charles de Durazzo et l'autre prétendant au trône napolitain, Louis d'Anjou. Il semble également que parmi les participants à la restauration du château se trouvait également Agatro Malarbi da Gerace, qui a contribué de manière significative au maintien de la paix en Calabre.
Dès sa construction, compte tenu de son importance stratégique, le château subit une série continue de restaurations et de modifications, toutes visant à adapter la structure défensive à l'évolution des engins de siège, puis à l'artillerie à poudre.
À cet effet, à l'époque espagnole, le roi Ferrante d'Aragon fit réaliser les modifications les plus substantielles en 1458 sous la direction des travaux de Baccio Pontelli (architecte connu et disciple de Francesco di Giorgio Martini) : deux grandes tours crénelées furent ajoutées vers le sud et un ravelin (travaux extérieurs avec artillerie) à l'est ; des douves furent ajoutées, alimentées par le ruisseau Orangi. Après une première intervention, l'ouvrage a dû être surélevé de plusieurs mètres pour permettre aux canons de frapper jusqu'au quartier suburbain de Sbarre.
En 1539, Pierre Alvarez de Tolède fit augmenter sa capacité interne de manière à pouvoir abriter près de 1 000 personnes, permettant ainsi aux habitants de Reggio d'être sauvés à plusieurs reprises des invasions des Turcs au cours desquelles le château servait de prison.

### Ère moderne
Malgré de nombreuses interventions, l'aspect du château est resté presque inchangé depuis l'époque de Ferdinand Ier jusqu'à ce qu'on décide de le transformer en caserne, ce qui impliquait la démolition du ravelin avec l'unification du plan intérieur ; pendant le Risorgimento, le château aragonais devint une prison politique et un lieu d'exécution des rebelles.

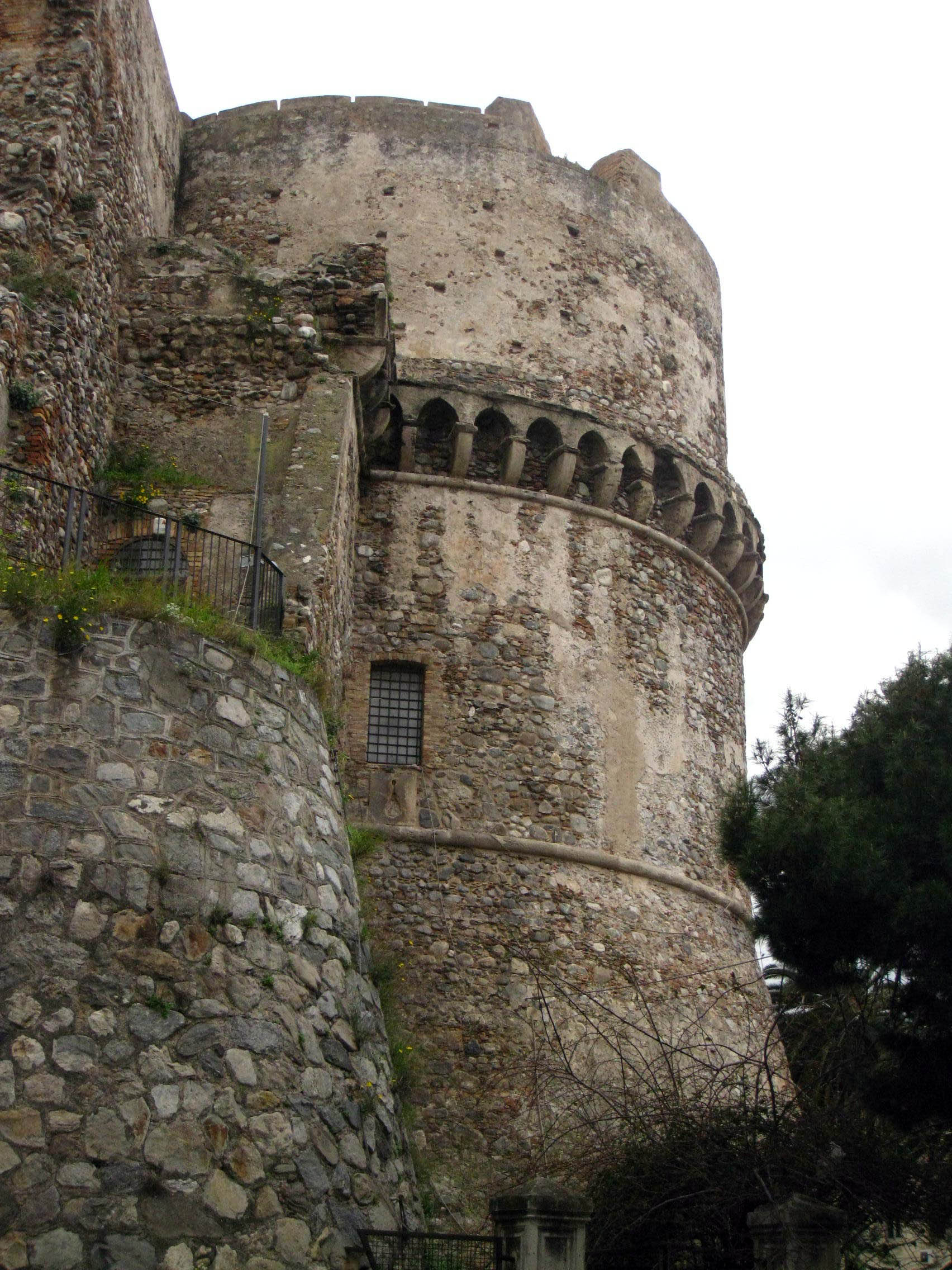
La tour aragonaise ouest.

En 1860, la ville et le château furent conquis par Giuseppe Garibaldi, donc avec l'unification de l'Italie et le nouveau plan urbain (élaboré en 1869), le bastion fut considéré comme un « corps étranger » dans la nouvelle structure urbaine. Cela a déclenché des disputes entre ceux qui voulaient démolir le château pour faire disparaître le dernier témoignage de la domination espagnole et ceux qui voulaient empêcher sa démolition parce qu'il s'agissait d'un monument historique de souvenirs anciens et importants de la ville. L'idée de la municipalité de Reggio (qui l'a acheté au gouvernement en 1874 pour le démolir) s'est heurtée à l'opposition du ministre de l'Instruction publique de l'époque, affirmant que le château était un monument archéologique.
En 1892, la Commission provinciale du patrimoine archéologique décrète une démolition partielle du château mais avec la conservation des deux tours comme « Monument historique de la ville », et cinq ans plus tard (en 1897) le château fut déclaré monument national.
Au début des années 1900, le château était utilisé par une brigade d'artillerie. Le tremblement de terre de 1908 a endommagé les salles les plus anciennes mais a laissé les deux tours indemnes ; les dégâts, bien que minimes, causés à la structure ont fait qu'un décret-loi des Ingénieurs Civils de 1917 a indiqué les méthodes de démolition, mais la même année, le château a été épargné car il a été utilisé comme caserne.
Il est probable que la haine politique des habitants de Reggio envers ce qu'il représentait ces dernières années a fait prévaloir la décision de démolir le château aragonais, qui, bien qu'ayant résisté aux tremblements de terre et aux décrets de démolition, a été délibérément mutilé de sa partie la plus ancienne, également au nom d'une restructuration urbaine plus rationnelle. La forteresse fut en effet en partie démolie pour relier la via Aschenez à la via Cimino par Pietro De Nava, sur les conseils de l'administration. Les 9/10e de sa structure furent donc démolis à plusieurs reprises, mais la partie la plus significative du bastion fut conservée : celle avec les deux tours aragonaises, qui se dressent encore majestueusement au centre de la place aujourd'hui.

### Histoire récente

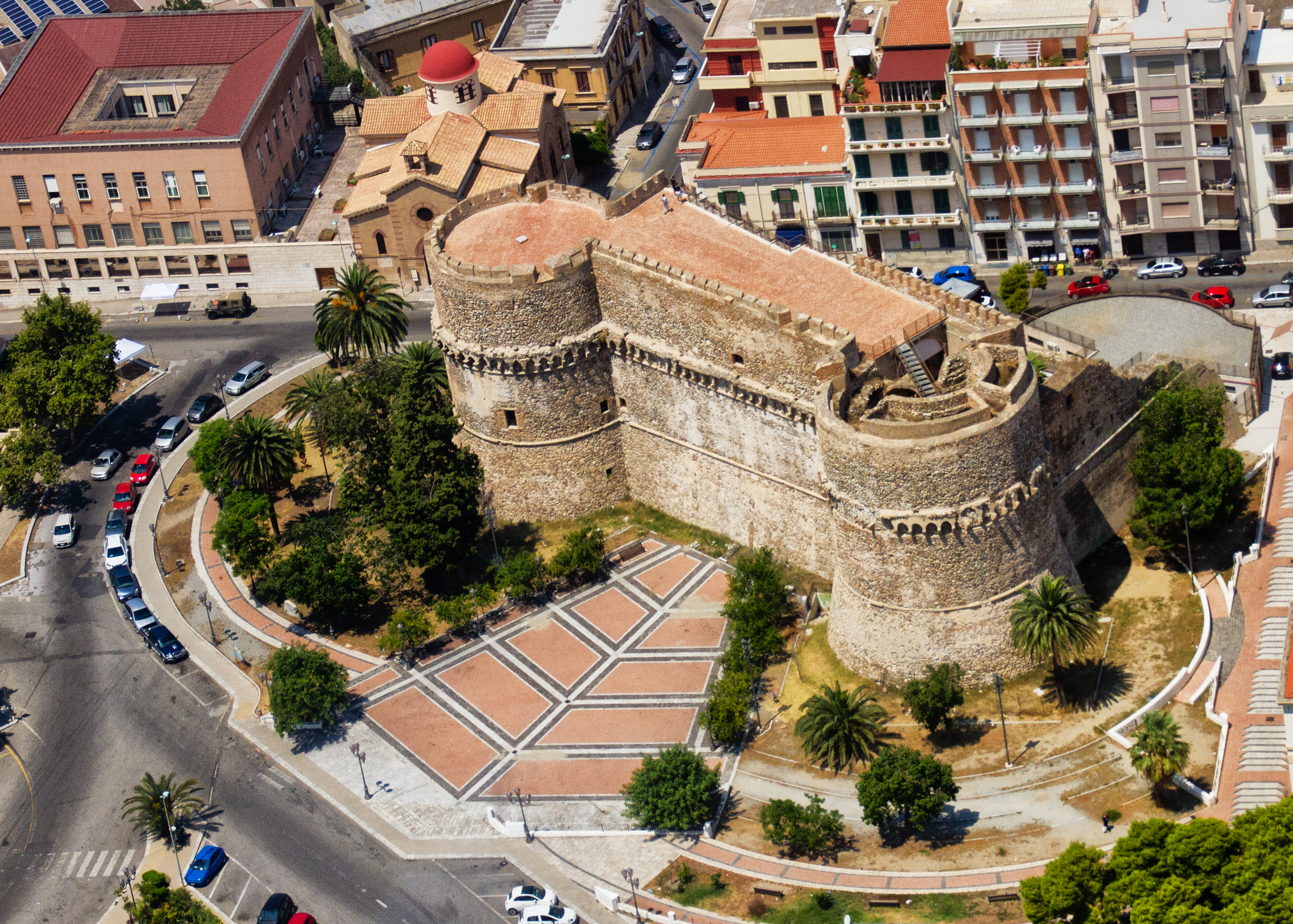
Vue aérienne.

Depuis l'entre-deux-guerres jusqu'en 1986, le château aragonais abritait l'observatoire de l'Institut National de Géophysique, doté d'un centre sismique et d'un centre météorologique.
De 1983 à 1986, la salle circulaire de la tour sud du château fut le siège de l'association environnementaliste Kronos 1991, qui à son tour accueillait le Club UNESCO de Reggio, l'ENPA et de nombreuses associations culturelles.
Le 7 mai 1986, en raison de travaux insuffisants de restauration, une partie du château du côté nord-ouest s'effondre.
Déclaré inutilisable, le château, dans les années suivantes, fait l'objet de l'attention des associations municipales pour demander sa restauration.
Avec le réaménagement des environs (Piazza Castello et Via Aschenez) et avec la rénovation complète, le château aragonais est devenu un espace d'événements culturels et sociaux.

## Galerie

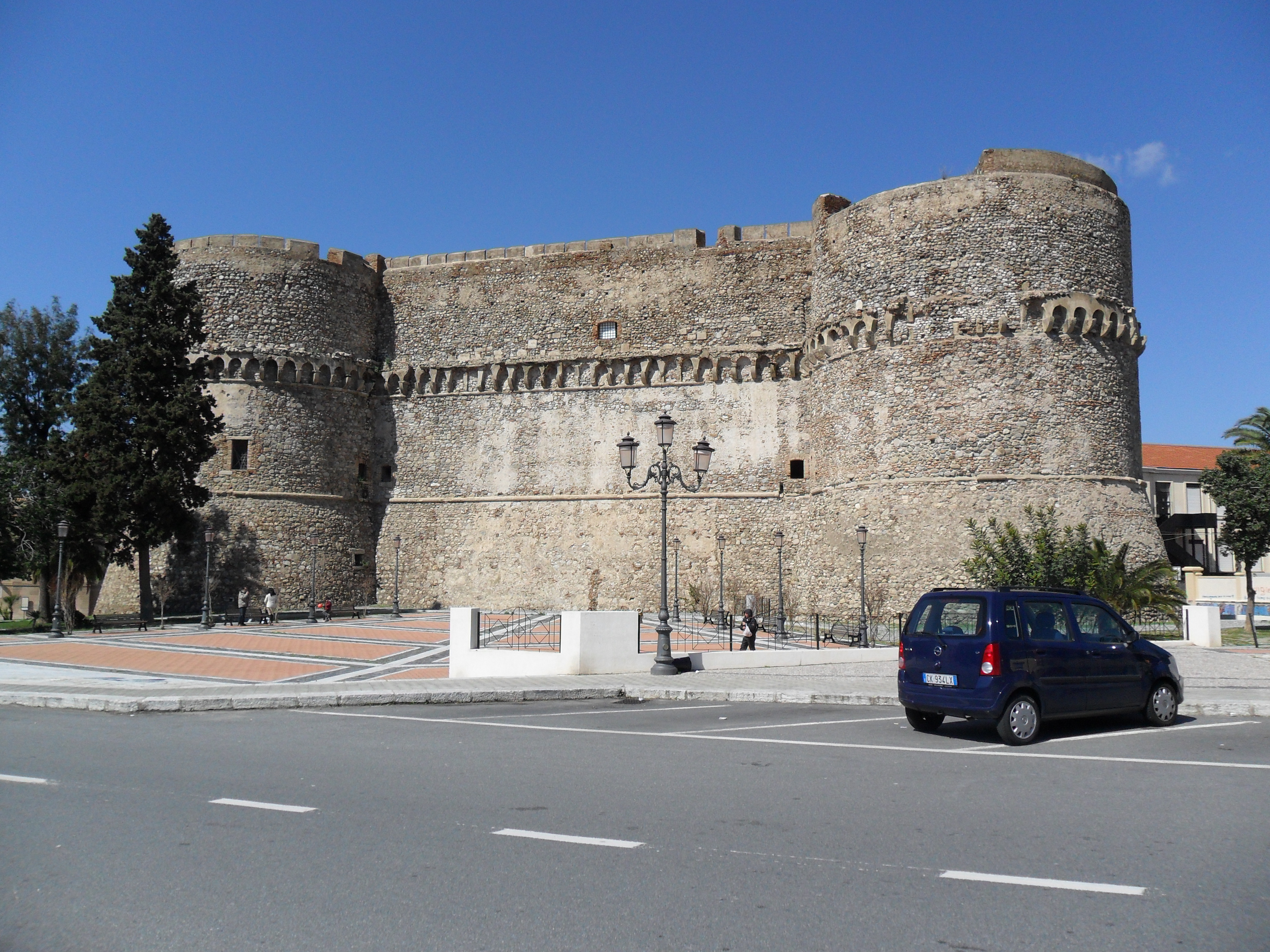
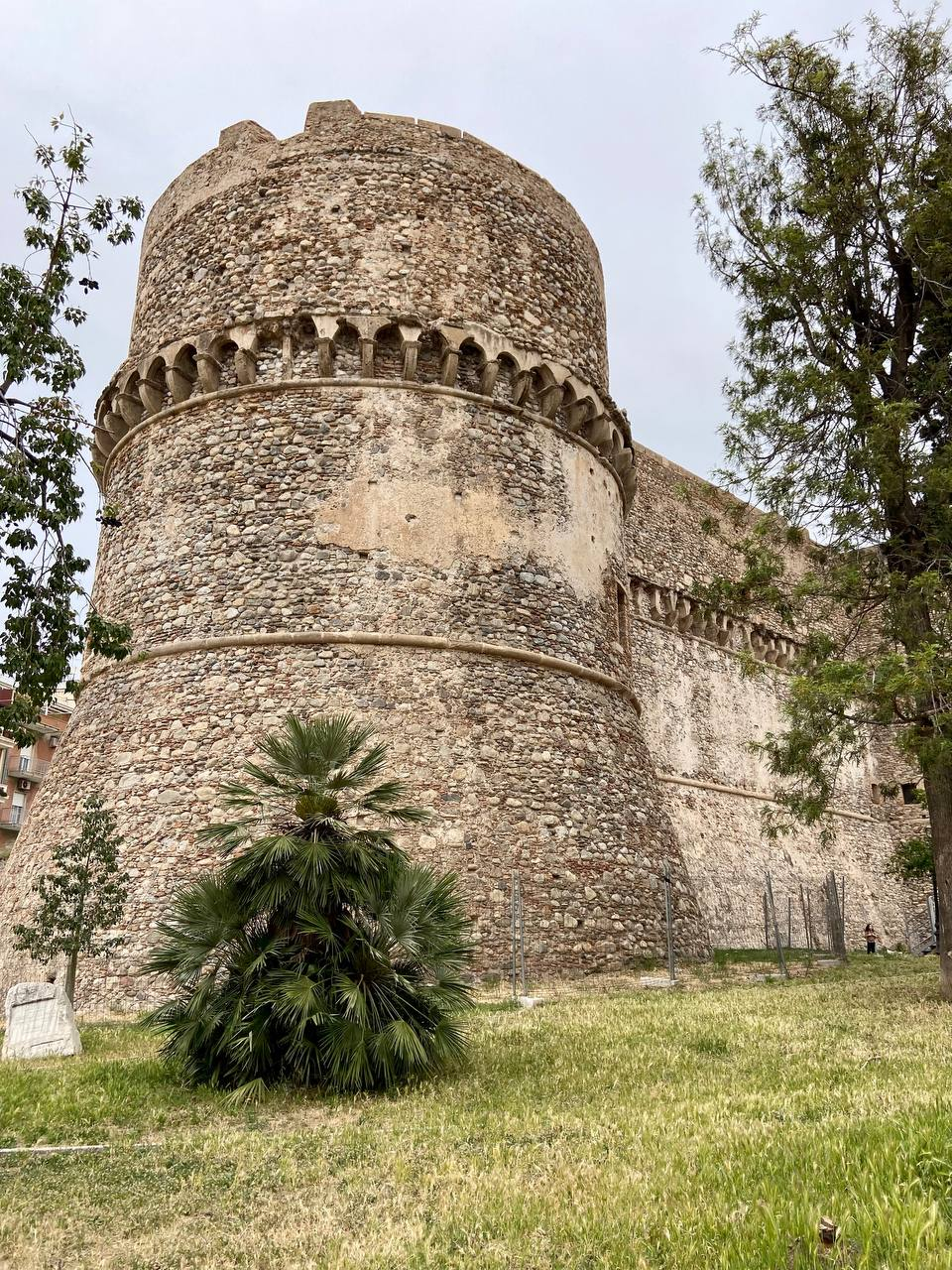
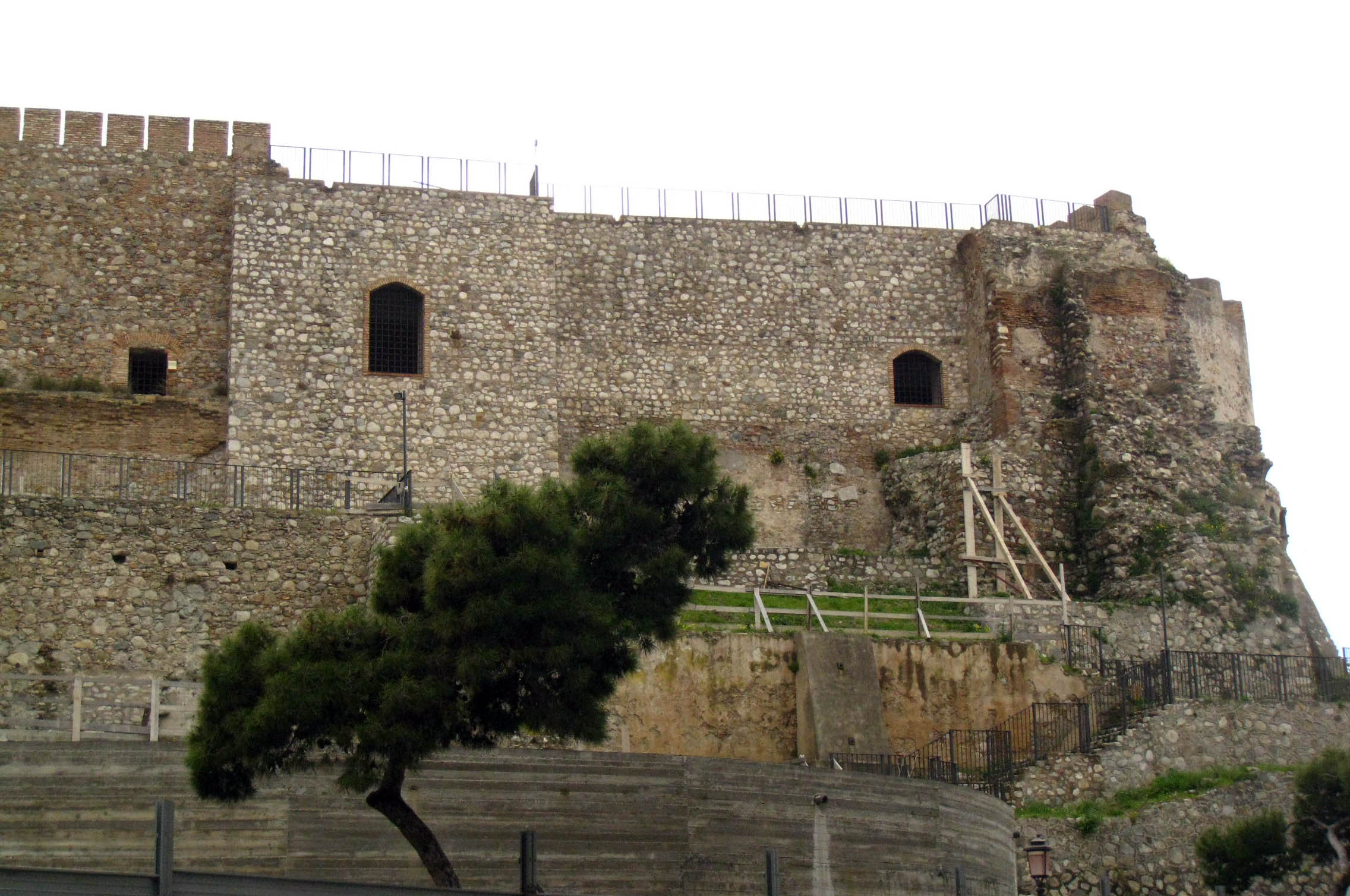
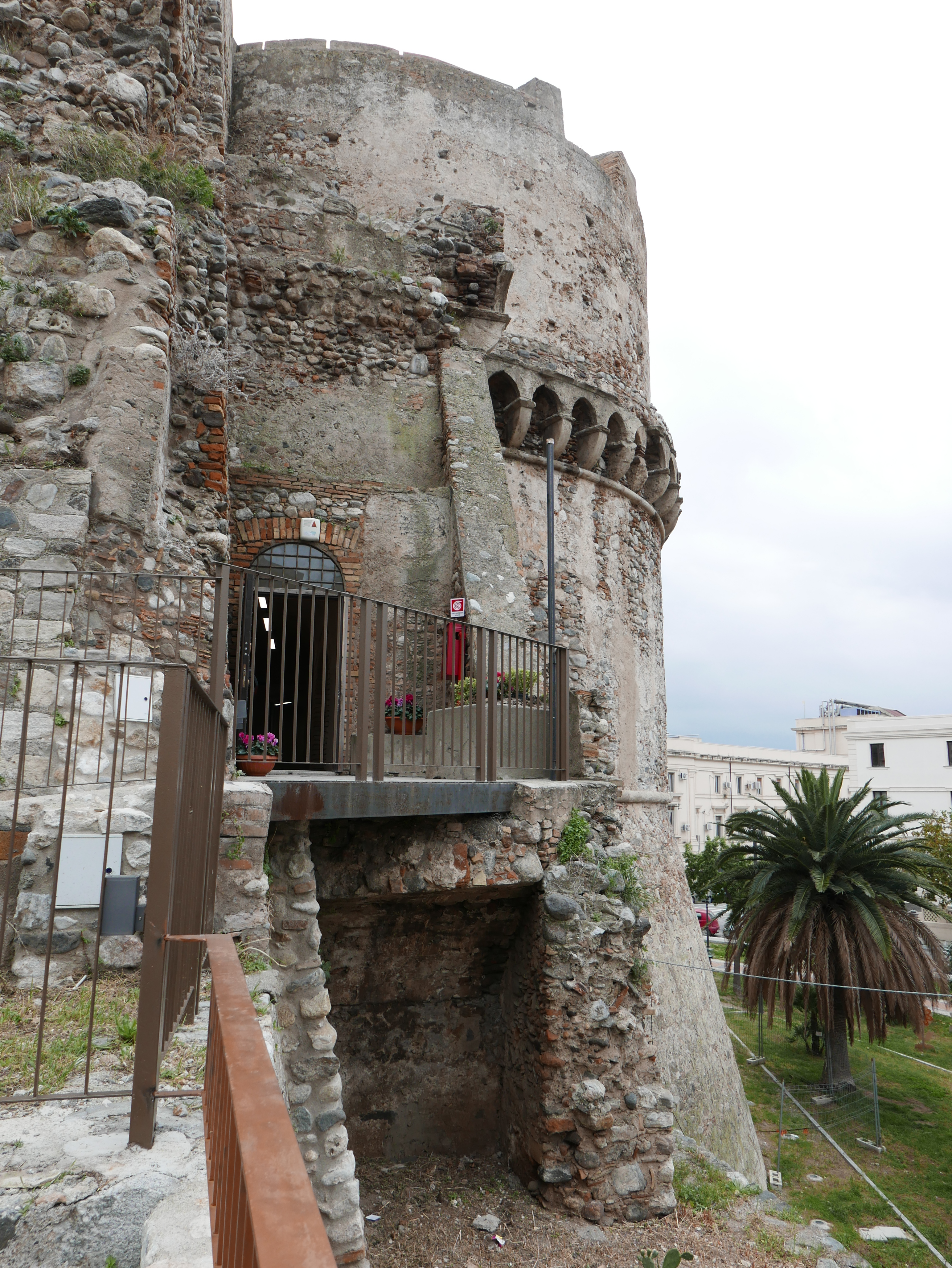

### Articles externes
- Castello Aragonese - Site Catalogo generale dei Beni Culturali.